# Thelypteris andreana
Thelypteris andreana là một loài thực vật có mạch trong họ Thelypteridaceae. Loài này được (Sodiro) C.V. Morton miêu tả khoa học đầu tiên năm 1967.